# Isojärvi (Jukkasjärvi socken, Lappland, 752367-168694)
Isojärvi är en sjö i Kiruna kommun i Lappland och ingår i Kalixälvens huvudavrinningsområde. Sjön har en area på 0,214 kvadratkilometer och ligger 450 meter över havet.

## Delavrinningsområde
Isojärvi ingår i det delavrinningsområde (752508-168841) som SMHI kallar för Mynnar i Kalixälven. Medelhöjden är 471 meter över havet och ytan är 33,09 kvadratkilometer. Det finns inga avrinningsområden uppströms utan avrinningsområdet är högsta punkten. Vattendraget som avvattnar avrinningsområdet har biflödesordning 3, vilket innebär att vattnet flödar genom totalt 3 vattendrag innan det når havet efter 321 kilometer. Avrinningsområdet består mestadels av skog (56 procent) och sankmarker (38 procent). Avrinningsområdet har 0,53 kvadratkilometer vattenytor vilket ger det en sjöprocent på 1,6 procent.